# Vibrissina vaciva
Vibrissina vaciva är en tvåvingeart som först beskrevs av Wulp 1890.  Vibrissina vaciva ingår i släktet Vibrissina och familjen parasitflugor. Inga underarter finns listade i Catalogue of Life.